# Kanton La Guerche-sur-l'Aubois
Kanton La Guerche-sur-l'Aubois (francouzsky Canton de La Guerche-sur-l'Aubois) je francouzský kanton v departementu Cher v regionu Centre-Val de Loire. Tvoří ho devět obcí.

## Obce kantonu
- Apremont-sur-Allier
- La Chapelle-Hugon
- Le Chautay
- Cours-les-Barres
- Cuffy
- Germigny-l'Exempt
- La Guerche-sur-l'Aubois
- Jouet-sur-l'Aubois
- Torteron